# Elektromagnetický měřicí přístroj

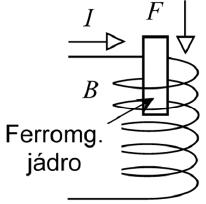
Schéma principu elektromagnetického měřicího přístroje

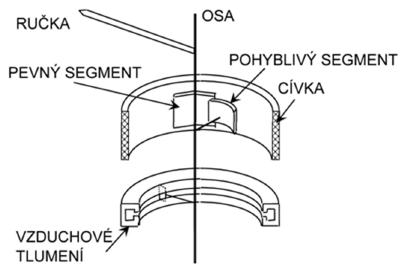
Princip elektromagnetického měřicího přístroje

Elektromagnetický měřící přístroj je typ elektromechanického zařízení používaný k měření elektrických veličin jako elektrický proud a napětí. Využívá magnetické účinky elektrického napětí. 
Měřené napětí je přivedeno na cívku, ve které měřený proud vytváří magnetické pole, působící na feromagnetické tělísko. Síly se vyrovnají pootočením osy, na které je připojen pohyblivý segment a zároveň ručička, která na ciferníku ukáže hodnotu měřené veličiny. Pohybový moment je úměrný druhé mocnině efektivní hodnoty proudu. 
Tlumení je realizováno odporem vzduchu při pohybu tlumicího křidélka v tlumícím segmentu. 
Elektromagnetický měřicí přístroj (voltmetr nebo ampérmetr) měří stejnosměrné i střídavé veličiny – není tedy třeba zapojovat jej s usměrňovačem jako např. magnetoelektrický měřicí přístroj. Elektromagnetický měřicí přístroj udává efektivní hodnotu harmonického průběhu.
V oblasti vyšších kmitočtů střídavého proudu vzniká problém s vířivými proudy.